# Foresta del Cansiglio
Foresta del Cansiglio este o arie protejată (arie specială de conservare — SAC, sit de importanță comunitară — SCI, arie de protecție specială avifaunistică — SPA) din Italia întinsă pe o suprafață de 5.060 ha, integral pe uscat.

## Localizare
Centrul sitului Foresta del Cansiglio este situat la coordonatele 46°04′55″N 12°24′37″E / 46.081944°N 12.410278°E.

## Înființare
Situl Foresta del Cansiglio a fost declarat sit de importanță comunitară în septembrie 1995 pentru a proteja 1 specie de plante și 37 de specii de animale. Alte tipuri de protecție:
- arie de protecție specială avifaunistică (în august 2003)
- arie specială de conservare (în mai 2019)[1][2][3]

## Biodiversitate
Situată în ecoregiunea alpină, aria protejată conține 14 habitate naturale: Păduri de fag Asperulo-Fagetum, Păduri de fag din Europa Centrală dezvoltate pe sol calcaros cu Cephalanthero-Fagion, Fânețe de joasă altitudine (Alopecurus pratensis, Sanguisorba officinalis), Pante stâncoase calcaroase cu vegetație casmofită, Păduri ilirice de Fagus sylvatica (Aremonio-Fagion), Păduri acidofile de Picea de la nivel montan la nivel alpin (Vaccinio-Piceetea), Mlaștini împădurite, Turbării active, Păduri de fag subalpine medio-europene cu Acer și Rumex arifolius, Liziere de ierburi înalte hidrofile de câmpie și de nivel montan până la alpin, Fânețe montane, Păduri de fag Luzulo-Fagetum, Formațiuni ierboase bogate în specii de Nardus, dezvoltate pe substraturi silicioase în zone montane (și în zone submontane, în Europa continentală), Pajiști alpine și subalpine calcaroase.
La baza desemnării sitului se află mai multe specii protejate:
- plante (1): Buxbaumia viridis
- păsări (33): uliu porumbar (Accipiter gentilis), uliu păsărar (Accipiter nisus), minunița (Aegolius funereus), fâsă de pădure (Anthus spinoletta), acvilă de munte (Aquila chrysaetos), ciuf-de-pădure (Asio otus), cocoșul de mesteacăn (Bonasa bonasia), buha (Bubo bubo), cojoaica de pădure (Certhia familiaris), șerpar (Circaetus gallicus), ciocănitoare neagră (Dryocopus martius), Eudromias morinellus, șoim călător (Falco peregrinus), ciuvică (Glaucidium passerinum), vulturul pleșuv sur (Gyps fulvus), Lagopus muta helvetica, sfrâncioc roșiatic (Lanius collurio), sfrâncioc mare (Lanius excubitor), pițigoi moțat (Lophophanes cristatus), forfecuță gălbuie (Loxia curvirostra), Lyrurus tetrix tetrix, gaia neagră (Milvus migrans), gaia roșie (Milvus milvus), alunar (Nucifraga caryocatactes), viespar (Pernis apivorus), pițigoi de munte (Poecile montanus), sitar de pădure (Scolopax rusticola), scatiu (Spinus spinus), huhurezul mic (Strix uralensis), silvie de câmp (Sylvia communis), silvie-mică (Sylvia curruca),  cocoș de munte (Tetrao urogallus), mierlă gulerată (Turdus torquatus)
- amfibieni (1): izvoraș-cu-burta-galbenă (Bombina variegata)
- mamifere (2): râs eurasiatic (Lynx lynx), urs brun (Ursus arctos)
- nevertebrate (1): rădașcă (Lucanus cervus)

Pe lângă speciile protejate, pe teritoriul sitului au mai fost identificate 21 de specii de plante, 3 specii de mamifere.